# سیارک ۶۱۱۴
سیارک ۶۱۱۴ (به انگلیسی: 6114 Dalla-Degregori، نامگذاری:1984HS1)۶۱۱۴مین سیارک کشف شده‌است که در ۲۸ آوریل ۱۹۸۴ کشف شد.
قدر مطلق سیارک برابر ۲۱٫۴ است.